# الستر کربی
الستر کربی (انگلیسی: Alister Kirby; ۱۴ آوریل ۱۸۸۶ – ۲۹ مارس ۱۹۱۷) قایقران روئینگ اهل پادشاهی متحد بریتانیای کبیر و ایرلند بود.